# Aukščiausioji lyga 1978
L'edizione 1978 dell'Aukščiausioji lyga fu la trentaquattresima come campionato della Repubblica Socialista Sovietica Lituana; il campionato fu vinto dal Granitas Klaipėda, giunto al suo 1º titolo.

## Formula
Dopo 6 anni fu ripristinata la formula a girone unico (utilizzata per l'ultima volta nel 1972).
Il numero di squadre scese a 16 con 12 retrocessioni rispetto alla stagione precedente e il ripescaggio dell'Ekranas.
Le 16 formazioni si incontrarono in gironi di andata e ritorno, per un totale di 30 incontri per squadra. La squadra classificata all'ultimo posto retrocesse.

## Classifica finale
|                        | Pos. | Squadra                | Pt | G  | V  | N  | P  | GF | GS | DR  |
| ---------------------- | ---- | ---------------------- | -- | -- | -- | -- | -- | -- | -- | --- |
| RSS Lituana (bandiera) | 1.   | Granitas Klaipėda      | 42 | 30 | 15 | 12 | 3  | 45 | 19 | +26 |
|                        | 2.   | Statybininkas Šiauliai | 39 | 30 | 14 | 11 | 5  | 31 | 16 | +15 |
|                        | 3.   | Banga Kaunas           | 38 | 30 | 15 | 8  | 7  | 43 | 26 | +17 |
|                        | 4.   | Kelininkas Kaunas      | 37 | 30 | 14 | 9  | 7  | 41 | 19 | +22 |
|                        | 5.   | Atmosfera Mažeikiai    | 35 | 30 | 13 | 9  | 8  | 33 | 21 | +12 |
|                        | 6.   | Tauras Šiauliai        | 32 | 30 | 13 | 6  | 11 | 30 | 28 | +2  |
|                        | 7.   | Šviesa Vilnius         | 30 | 30 | 8  | 14 | 8  | 27 | 25 | +2  |
|                        | 8.   | Politechnika Kaunas    | 29 | 30 | 9  | 11 | 10 | 32 | 32 | +0  |
|                        | 9.   | Pažanga Vilnius        | 28 | 30 | 8  | 12 | 10 | 30 | 31 | -1  |
|                        | 10.  | Dainava Alytus         | 28 | 30 | 10 | 8  | 12 | 33 | 39 | -6  |
|                        | 11.  | Kooperatininkas Plungė | 27 | 30 | 11 | 15 | 14 | 32 | 44 | -12 |
|                        | 12.  | Nevėžis                | 26 | 30 | 7  | 12 | 11 | 32 | 36 | -4  |
|                        | 13.  | Ekranas                | 24 | 30 | 7  | 10 | 13 | 33 | 41 | -8  |
|                        | 14.  | Vienybė Ukmergė        | 24 | 30 | 9  | 6  | 15 | 33 | 47 | -14 |
|                        | 15.  | Atletas Kaunas         | 23 | 30 | 8  | 7  | 15 | 33 | 51 | -18 |
|                        | 16.  | Sūduva                 | 18 | 30 | 4  | 10 | 16 | 18 | 51 | -33 |